# Bac de Hassmersheim
 (avril 2025).

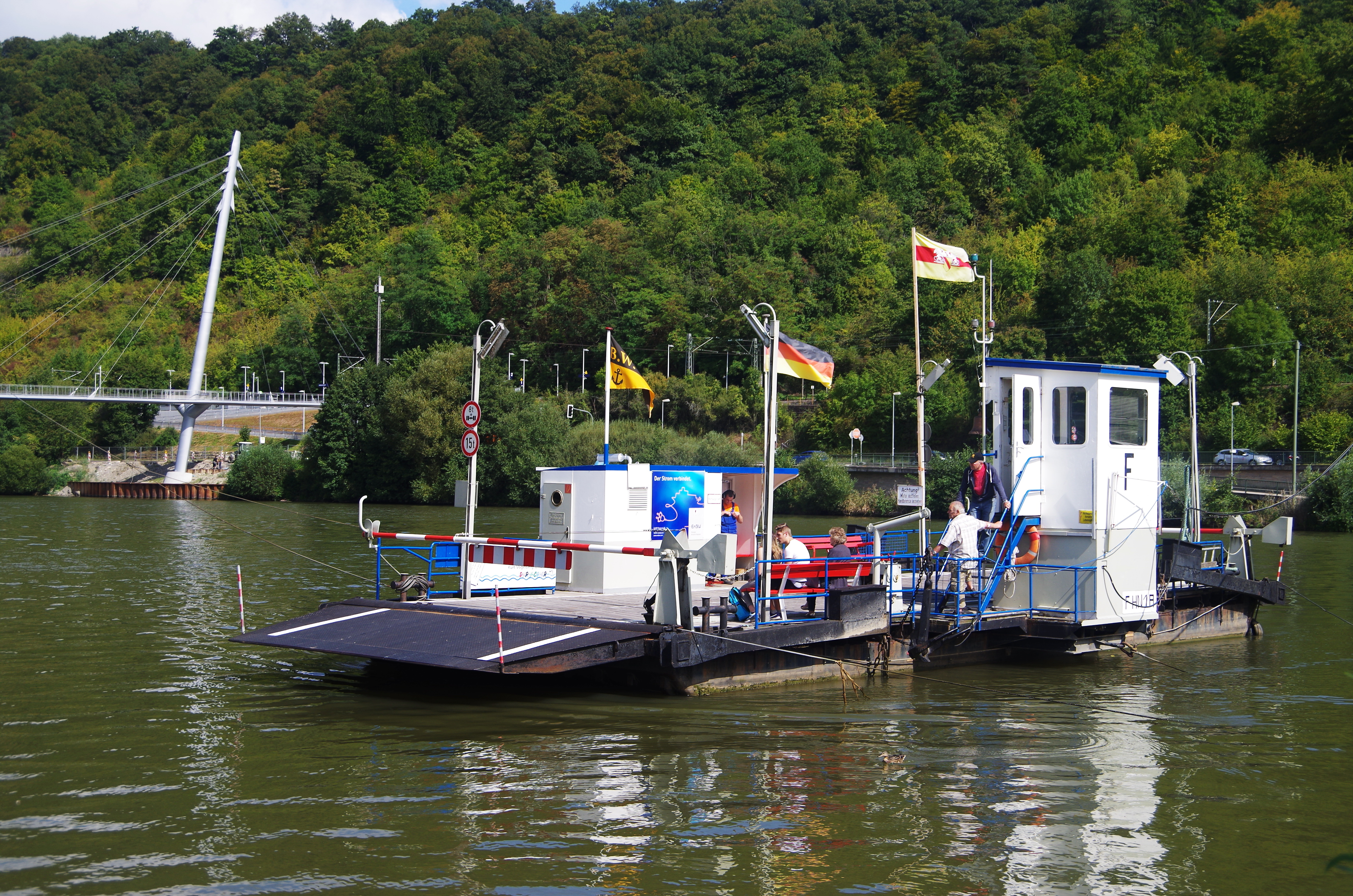
Bateau de bac de Hassmersheim

Le Bac de Hassmersheim était un bac à caténaire (trolleybac) avec un palan à chaîne qui fonctionnait sur le Neckar à Haßmersheim, qui mesurait 115 mètres de large et de trois ans et demi à quatre mètres de profondeur. Il reliait la ville de Haßmersheim à la gare de l'autre côté du Neckar sur le chemin de fer de la vallée du Neckar. Le bac était l'un des derniers bacs aériens, en Allemagne, seul le bac de Straussee à Strausberg, Brandebourg, est exploité de cette manière.

## Histoire
Un "Bac de Hassmersheim" a été mentionné dans un document dès 1330.
Jusqu'au milieu des années 1930, un bac à lacet fonctionnait à cet endroit, qui a dû être remplacé par un bac à chaîne au cours de la canalisation du Neckar. Tout d'abord, un bac diesel construit au chantier naval Philipp Ebert & Sons à Neckarsteinach a été utilisé, le dernier bateau à fonctionner a été construit en 1948. Le bac a été loué jusqu'en 1951, après quoi il a été géré par la communauté.
Dans les années 1980, le bac a été menacé d'arrêt. En 1986, une initiative citoyenne pour sauver le bac est fondée. Lors d'un référendum le 18 septembre 1988, 73,04% des électeurs ont décidé de continuer à exploiter le bac.
Le Neckarsteg, un pont piétonnier de trois mètres de large et d'une portée de plus de 140 mètres, est ouvert aux piétons depuis le 17 septembre 2014. L'inauguration officielle a eu lieu le 17 octobre. Le service de bac a été interrompu le 24 septembre 2014, le certificat de bac a expiré le 17 octobre 2014. Le bateau a été repris par la ville de Heilbronn, révisé et utilisé dans le cadre du Federal Garden Show 2019. Il a été utilisé comme scène d'événement flottante et est resté en service comme «scène de bac» après la fin du salon du jardin.

## Technique
Le bac pour passagers et voitures était propulsé par un moteur électrique de 15 kW avec une tension de 380 volts. L'énergie électrique nécessaire au fonctionnement du bac était fournie via une caténaire tétrapolaire tendue sur le Neckar.
La capacité de charge du bac était de 15 tonnes, il était approuvé pour six voitures de tourisme et 60 personnes. La longueur était de 16,06 mètres, la longueur avec superstructure de 21,16 m ; la largeur : 6,06 mètres, avec superstructure 9 m.

## Heures de fonctionnement
Jusqu'en 1963, le bac fonctionnait jour et nuit, après quoi l'opération était limitée à la période de 5 h à 21 h (8 h à 18 h le dimanche). En 2013, le traversier opérait du lundi au vendredi de 5h30 à 20h15 et le week-end de 9h30 à 18h15. Les trains ne s'arrêtaient à la gare de Hassmersheim que d'environ 6 heures du matin à 20 heures conformément aux heures d'ouverture du bac et traversaient la gare le matin et le soir sans s'arrêter. Fin 2013, la gare a été reliée à la Heilbronn Nord Stadtbahn. La nouvelle construction du Neckarsteg, qui remplace le bac depuis septembre 2014, était directement liée à ce projet. A marée haute, un bac (à partir de 2003 "Patriot", avant "Dieter") circulait temporairement, qui est encore utilisé aujourd'hui pour des excursions.

## Liens
- https://www.rnz.de/region/neckartal-odenwald/mosbach_artikel,-Ab-Juni-2014-gehts-zu-Fuss-ueber-den-Neckar-_arid,39945.html
- https://web.archive.org/web/20140223171506/http://www.hassmersheim.de/fileadmin/Dateien/Dateien/Gemeinde_Hassmersheim/Hassmersheim-Chronik_Stand_Januar_2014.pdf